# Tridens albescens
Tridens albescens är en gräsart som först beskrevs av George Vasey, och fick sitt nu gällande namn av Elmer Ottis Wooton och Stand. Tridens albescens ingår i släktet Tridens och familjen gräs. Inga underarter finns listade i Catalogue of Life.